# 7月20日事件
7月20日事件（ドイツ語: Attentat vom 20. Juli 1944）は、1944年7月20日に発生したドイツ総統アドルフ・ヒトラー暗殺未遂とナチ党政権に対するクーデター未遂事件。
ナチ党の政策への反対や、第二次世界大戦における連合国との和平を目的としてドイツ国防軍の反ナチス将校グループが計画、実行した。ヒトラーの暗殺とクーデターは共に失敗し、実行犯の多くは自殺もしくは逮捕、処刑された。

## 背景
1933年にナチ党の党首アドルフ・ヒトラーがワイマール共和国首相に就任した。ユダヤ人に対する差別政策など、過酷な政策を推進するナチスに反発し、ヒトラーの暗殺を計画、実行する個人もしくはグループが現れた。
ワイマール共和国およびナチ党政権下における国防軍とナチス党及びヒトラーとの関係は複雑なものであった。ナチスの政策、特にドイツの再軍備、軍備拡張に賛同する将校がいる一方、ナチスの主張や政策、特に国防軍に対するヒトラーや親衛隊の存在に疑問や反発を持つものや、ヒトラーが推し進める軍事力を背景とする領土の拡張政策が周辺国との戦争を引き起こし、ドイツが敗北することに懸念を持つ者もいた。
1938年のドイツによるチェコのズデーテン併合時に計画されたクーデター計画が、国防軍内における反ナチス運動の嚆矢だった。ズデーテン併合によりイギリスおよびフランスから宣戦布告されることをおそれたドイツ陸軍参謀総長のルートヴィヒ・ベックは職を辞し、参謀総長のフランツ・ハルダー、アプヴェーア次長のハンス・オスター、第三軍管区司令官エルヴィン・フォン・ヴィッツレーベン、第二十三歩兵師団長エーリヒ・ヘプナーなど反ナチス派将校や民間人を集めてクーデター計画を練った。またクーデター実行犯の中にはアルトゥール・ネーベのような親衛隊の幹部も参加している。計画では臨時政府の元で総選挙を実施し政治を正常化させることになっていたが、ヒトラーの扱いについては、殺害、逮捕および裁判、精神異常者として拘禁するなど意見がまとまらなかった。さらにイギリスの首相ネヴィル・チェンバレンの提案により行われたミュンヘン会談においてイギリスおよびフランスがドイツのズデーテン併合を認めたため、クーデター計画はその根拠を失い中止された。
1939年のポーランド侵攻を機に第二次世界大戦が勃発し、更に1941年に開始されたソビエト連邦との戦いが泥沼化すると、国防軍将校によるクーデター計画が再燃した。1943年には東部戦線の中央軍集団参謀のヘニング・フォン・トレスコウは、ヒトラーの前線視察時に暗殺する計画を立てた。彼の副官ファビアン・フォン・シュラーブレンドルフは、ヒトラーの専用機に爆弾を仕掛けたが不具合により起爆せず失敗した。この他にもルドルフ＝クリストフ・フォン・ゲルスドルフなどを実行犯とするヒトラー暗殺計画が何度か企てられたが、いずれもスケジュール変更などの事情により決行されなかった。

## 経緯

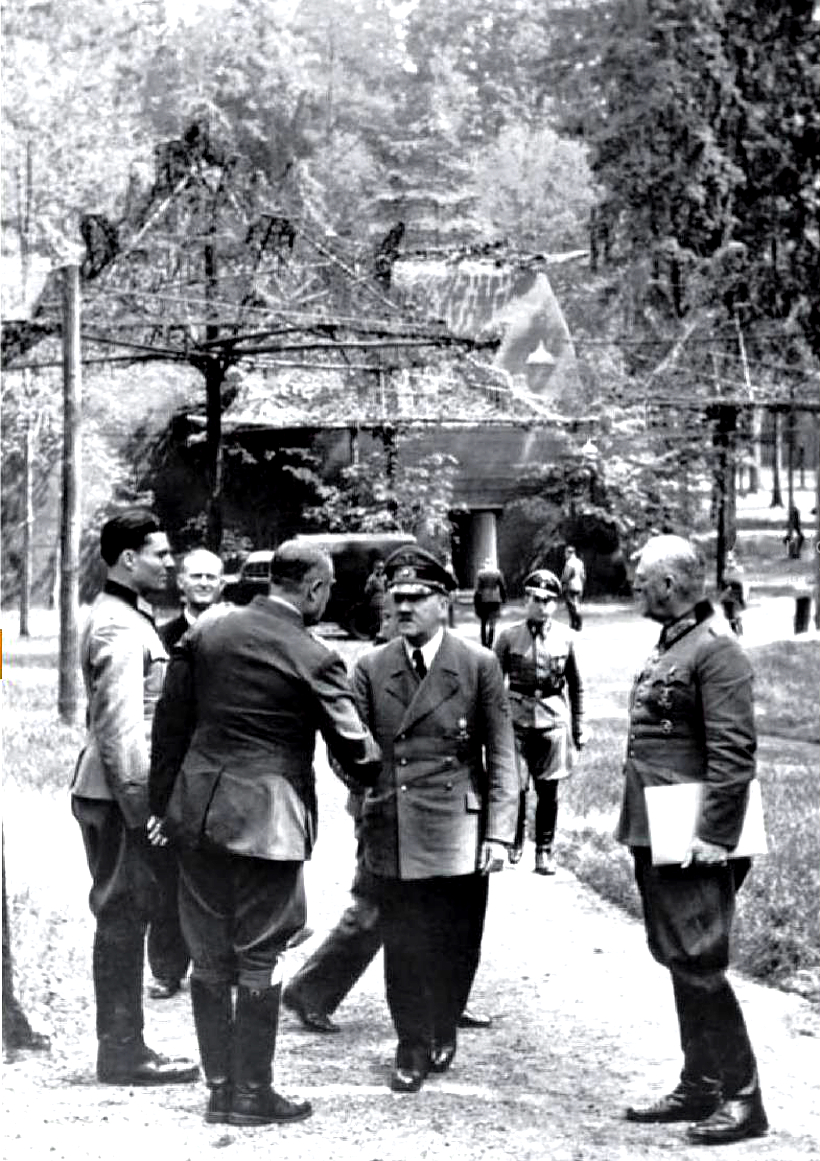
1944年7月15日のヴォルフスシャンツェ。左からシュタウフェンベルク、総統副官プットカマー海軍少将、空軍連絡官ボーデンシャッツ空軍大将（後ろ向きの人物）、ヒトラー、カイテル。

1944年6月、英米軍は西部戦線でノルマンディーに上陸し、東部戦線でもソ連軍の攻勢によりドイツの敗色はますます濃くなり、「黒いオーケストラ」グループはヒトラーを排除して英米軍と講和する計画を急ぐようになった。
この頃にはヴィッツレーベン元帥、ベック退役上級大将、ヘプナー退役上級大将、トレスコウ少将の他に、国内予備軍一般軍務局局長フリードリヒ・オルブリヒト大将、陸軍通信部隊司令官エーリッヒ・フェルギーベル大将、ベルリン防衛軍司令官パウル・フォン・ハーゼ中将、参謀本部編成部長ヘルムート・シュティーフ少将、国内予備軍参謀長クラウス・フォン・シュタウフェンベルク大佐を始め、数多くの将校がグループに加わっていた。

### 計画
暗殺実行者にはクラウス・フォン・シュタウフェンベルク大佐が選ばれた。彼は旧ヴュルテンベルク王国の貴族の出で、1943年4月に北アフリカ戦線のチュニジアで負傷し、左目、右腕、左手の指二本を失っていた。そのため彼に対しては警戒も薄く、ボディーチェックもほとんど行われなかった。1944年6月20日、彼は国内予備軍参謀長に任命され、ヒトラーと直接会う機会が増えていた。彼の上官、国内予備軍司令官フリードリヒ・フロム上級大将は、グループに加わっていなかったが、彼らの企てを半ば黙認していた。
暗殺には約1 kgの火薬が詰まったドイツ製のプラスチック爆弾を2個用意した。これを爆発させるためには、イギリスから鹵獲した時限装置が使われた。これは起爆装置を作動させるスプリングを針金で締め付け、針金を硫酸を使って10分間で溶かし、スプリングを開放するという構造だった。その爆弾を入れた鞄を持ち歩き、暗殺実行可能と判断したら時限装置を作動させる予定だった。

### 繰り返す計画延期
1944年7月6日、シュタウフェンベルク大佐は、ベルヒテスガーデンにあるヒトラーの別荘ベルクホーフで行われた会議に出席し、この時初めて爆弾を携帯した。当初、シュティーフ少将が暗殺を決行してくれると期待していたようだが、彼が実行せず失敗した。
7月11日のベルクホーフでの会議。しかしこの日、ヘルマン・ゲーリングとハインリヒ・ヒムラーが出席していなかった。この時点では「黒いオーケストラ」グループは、ヒトラーと共に他のナチス首脳も暗殺すべきだと考えていた。彼らはゲーリングは特に問題視しなかったが、親衛隊指導者ヒムラーは暗殺せねばならないと主張。彼が生存していると、親衛隊と陸軍の間で内乱になる恐れがあったからである。シュタウフェンベルクは会議を抜け出しオルブリヒトに連絡。ヒムラー不在を告げると、オルブリヒトは計画中止を指示。落胆した彼はシュティーフに向かって「こん畜生め！行動すべきではないのか？」と口にしたという。
7月14日、ヒトラーは予告なしでベルクホーフから、東プロイセンのラステンブルクの総統大本営「ヴォルフスシャンツェ（狼の砦）」へ移動。一方、シュタウフェンベルクは、国内予備軍司令官フリードリヒ・フロム上級大将と共に7月15日に出頭し、東部戦線へ投入する新しい師団の立ち上げについて報告するよう命じられた。彼は1942年秋以来「ヴォルフスシャンツェ」へ行った事が無く土地勘は無かったが、今やヒトラーがベルクホーフに戻るのを待つ時間は無く、総統大本営での暗殺決行を決意した。
2人がベルリンを発った後、ベントラー街のオルブリヒト大将とその副官アルブレヒト・メルツ・フォン・クイルンハイム大佐は、フロムの留守を好機に「ヴァルキューレ作戦」を発動。ベルリン郊外の陸軍学校と予備訓練部隊に最高レベルの緊急出動態勢を取らせた。事前に「ヴァルキューレ作戦」を発動したのはこの時だけだった。
7月15日もヒムラーは会議には出席していなかった。彼の欠席を確認後、シュタウフェンベルクは会議室を抜け出し、ベルリンのクイルンハイム大佐に連絡。ヒムラー不在だが、それでも決行したいので許可が欲しい旨を伝えた。クイルンハイムはそれをオルブリヒト、さらにベック、ヘプナーにも伝えたが、将軍たちは計画中止を命じる。シュタウフェンベルクは「僕ら2人で決めるしかない」と言い、将軍たちの指示を無視する事を提案した。クイルンハイムも「やりたまえ」と答えたが時すでに遅し、会議はその後すぐに終了してしまった。一方、オルブリヒトたちは「あれは演習だった」としてベルリンの警戒態勢を解除して取り繕った。後刻この「間違った警報」の件でカイテル元帥がフロム上級大将を叱責し、さらにフロムがオルブリヒトを叱った。ただ、かろうじてクーデターの真意は隠し通せた。シュタウフェンベルクは意気消沈してベルリンへ戻ると、クイルンハイムと話し合う。2人は、次のチャンスには将軍たちの意向は無視しよう、ということで一致した。
7月19日、翌20日午後1時から総統大本営で開かれる作戦会議に予備軍幕僚を派遣するよう再び命令が下り、シュタウフェンベルクと副官ヴェルナー・フォン・ヘフテン中尉が出頭する事になり、今回はフロムは招集されなかった。このように、1944年7月には、何度か暗殺計画が企てられたが、決行せずに延期が繰り返された。

### 計画実行

1944年7月20日の会議参加者の氏名と位置

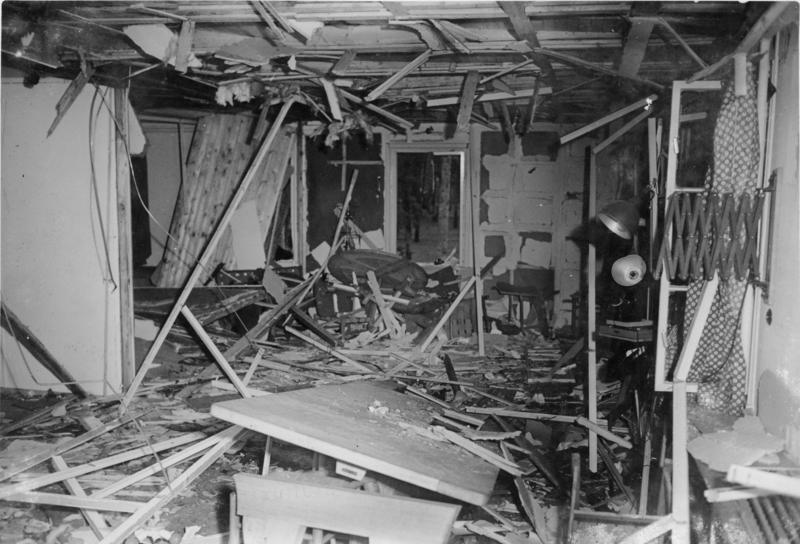
爆発後の会議室

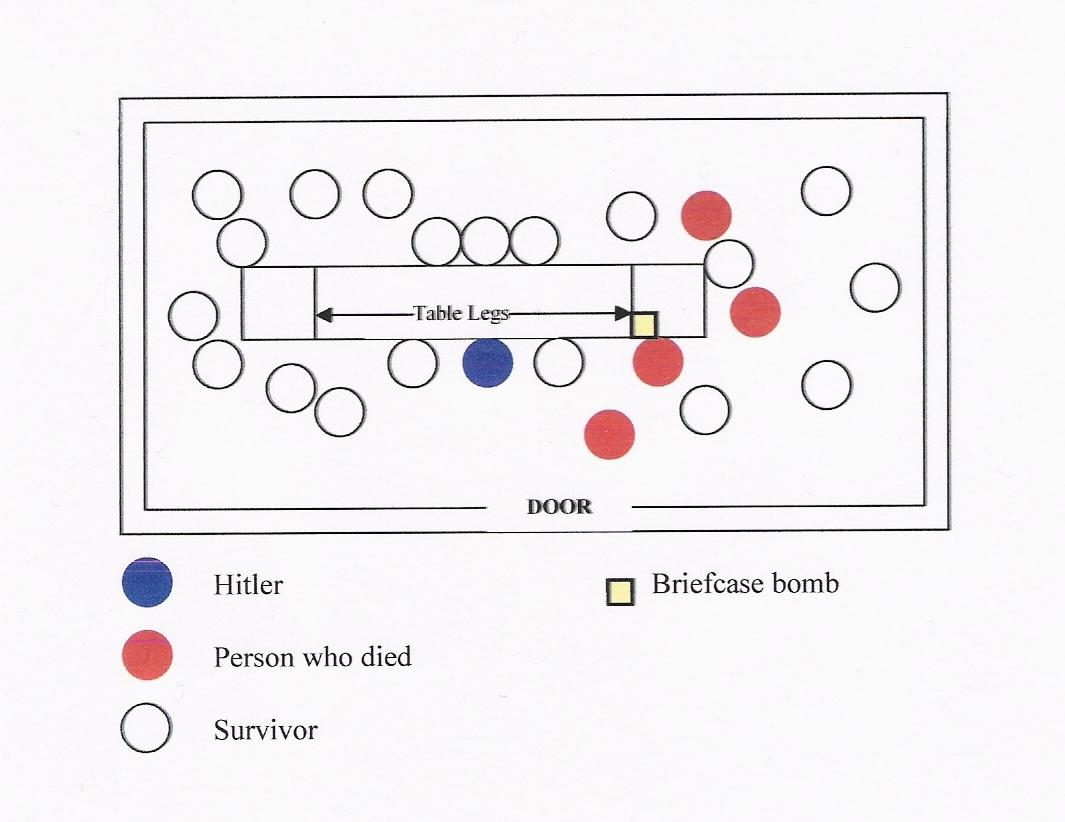
爆発当時の人物配置図。黄色い四角が爆弾。青丸がヒトラー、赤丸が死亡者、白丸はその他の参加者。

7月20日午前6時頃、シュタウフェンベルクらは飛行機で総統大本営に向かった。しかし到着後、午後1時開催予定の作戦会議は、ムッソリーニ来訪のため30分繰り上がり、午後0時30分開催へと変更を告げられた。一方、ベルリン・ベンドラー街の国内予備軍司令部にはオルブリヒト、クィルンハイム、ヘプナーなど反乱派が集まり、暗殺実行を機に「ヴァルキューレ」作戦を発動すべく待機していたが、彼らは予定が繰り上がった事を知らなかった。
午後0時30分過ぎ、爆弾の起爆装置を作動させた鞄を持って、シュタウフェンベルクが会議場に入った時には、すでに会議は始まっていた。午後0時37分頃、爆弾入り鞄を作戦会議場の巨大なテーブルの下に押し入れ、ベルリンへ電話をかける名目で会議場を後にした。午後0時42分、轟音と共に爆弾は炸裂し、会議室は破壊された。
爆発により、速記者ハインリヒ・ベルガー（ Heinrich Berger）は両足を失いほぼ即死。陸軍参謀本部作戦課長・総統副官ハインツ・ブラント大佐は片足を失い、空軍参謀総長ギュンター・コルテン大将は腹部に重傷を負い二人とも2日後に死亡。総統副官のルドルフ・シュムント中将は、腰部の重傷で10月1日に死亡。残りの参席者も重軽傷を負った。ヒトラーは打撲と火傷、鼓膜を損傷したが症状としては軽症で済み、生き残っていた。
| 1  | アドルフ・ヒトラー                     | 総統                          |
| 2  | アドルフ・ホイジンガー                 | ドイツ陸軍中将                |
| 3  | ギュンター・コルテン                   | ドイツ空軍参謀長 (†)          |
| 4  | ハインツ・ブラント                     | ドイツ陸軍大佐 (†)            |
| 5  | カール＝ハインリヒ・ボーデンシャッツ   | 航空兵大将                    |
| 6  | ハインツ・ヴァイツェネッガー           | カイテル副官                  |
| 7  | ルドルフ・シュムント                   | 総統主席副官 陸軍人事局長 (†) |
| 8  | ハインリヒ・ボルクマン                 | 総統副官                      |
| 9  | ヴァルター・ブーレ                     | 国防軍最高司令部              |
| 10 | カール＝イェスコ・フォン・プットカマー | ドイツ海軍副官                |
| 11 | ハインリヒ・ベルガー                   | 速記者 (†)                    |
| 12 | ハインツ・アスマン                     | 海軍大佐                      |
| 13 | エルンスト・ヨーン・フォン・フレェント | カイテル副官                  |
| 14 | ヴァルター・シェルフ                   | 陸軍少将                      |
| 15 | ハンス＝エーリヒ・フォス               | 海軍少将                      |
| 16 | オットー・ギュンシェ                   | 総統副官 親衛隊少佐           |
| 17 | ニコラス・フォン・ベーロウ             | 空軍副官 空軍大佐             |
| 18 | ヘルマン・フェーゲライン               | 武装親衛隊中将                |
| 19 | ハインツ・ブッフホルツ                 | 速記者                        |
| 20 | ヘルベルト・ビュックス                 | ヨードル副官                  |
| 21 | フランツ・フォン・ゾーンライトナー     | ドイツ外務省                  |
| 22 | ヴァルター・ヴァルリモント             | 陸軍砲兵大将                  |
| 23 | アルフレート・ヨードル                 | 陸軍上級大将                  |
| 24 | ヴィルヘルム・カイテル                 | 陸軍元帥                      |

### 「ヴァルキューレ」作戦発動

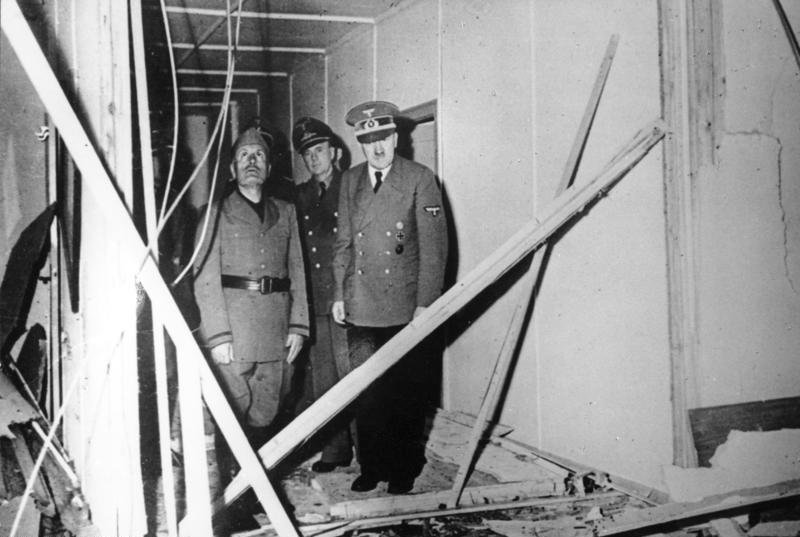
爆発現場を訪れたヒトラーとムッソリーニ

午後1時13分頃、シュタウフェンベルク大佐とヘフテン中尉は、ヒトラー死亡を確信しつつ、ベルリンへ飛び立った。その頃、暗殺計画に加わっていた陸軍通信部隊司令官フェルギーベル大将は爆発現場に居て、ヒトラーが生存していることに気付く。彼は総統大本営から外部への通信を遮断し、間接的表現ながら、ヒトラー生存を伝えた。爆発は当初、ヴォルフスシャンツェの改修工事に当たっていた強制労働者に容疑が向けられていたが、やがて会議に参加していたはずの、シュタウフェンベルクの姿が爆発後見えず、彼が犯人と把握された。ヒトラーはSS長官であるヒムラーに事件の調査とシュタウフェンベルク逮捕を命じ、自らは来訪するムッソリーニとの会談に臨んだ。実行犯2人がベルリンへ飛行中の約3時間(午後0時42分頃爆弾がさく裂し、ベルリン近郊のラングスドルフへは午後3時45分頃到着)、連絡を交わす事は不可能で、その間、通信管制下の総統大本営からの情報も曖昧で断片的なものだったため、ベルリンにいた反乱派は、「ヴァルキューレ」作戦を発動するかどうか判断に迷った。軍の部隊を召集し展開させるには一定の時間が必要で、発動が遅れればそれだけ、クーデターが不利になるのは確実だった。
午後3時50分頃、2人が到着する前に、アルブレヒト・メルツ・フォン・クイルンハイム大佐が、「ヴァルキューレ」発動を各軍管区にテレタイプで発令していた。命令にはヴィッツレーベン元帥が署名、総統の死亡と非常事態宣言、彼が国防軍総司令官になった旨伝えていた。
午後3時45分頃、ベルリンの飛行場に到着したシュタウフェンベルクは、オルブリヒトに爆発成功を連絡。オルブリヒトは国内予備軍司令官フリードリヒ・フロム上級大将にヒトラー死亡を伝え、「ヴァルキューレ」発動を求めた。しかし、フロムが総統大本営のカイテル元帥に連絡すると、彼はヒトラー生存を伝え、更にシュタウフェンベルクの居所を追及した。それに対しフロムは「シュタウフェンベルクはまだ帰ってきていない」と回答。カイテルとの連絡後、フロムはオルブリヒトに「ヴァルキューレ」発動の必要無し、と告げた。

### 情報戦
「ヴァルキューレ」発動の通信は総統大本営にも伝わり、ヒトラー側は、これは一大佐に過ぎないシュタウフェンベルクの単独犯行などではなく、大掛かりな背後関係がある事を悟る。ヒトラーは国内予備軍司令官フロム上級大将の関与を疑い、彼を解任し、ヒムラーをその職に任命、秩序回復の権限を与えた。午後4時15分、カイテル元帥は総統の生存、及びヒムラーの国内予備軍司令官就任と、フロム、ウィッツレーベンの命令には従わないよう、テレタイプで全管区に通達した。
午後4時45分頃、勝手に「ヴァルキューレ」を発動したことを知ったフロムは激怒し、司令部に到着したシュタウフェンベルクらに自決を迫って反乱派と小競り合いとなり、一室に軟禁された。
午後5時過ぎ、反乱派はヘプナー上級大将を国内軍司令官に任命した。一方、ヴァルキューレ発動と動員命令、更には総統の生存という、2つの相反する指令を相次いで受けた各地の部隊は混乱し、反乱派とヒトラー側の双方に事実確認を求める連絡が殺到した。シュタウフェンベルクやオルブリヒトは電話での対応に追われ、反乱成功に必要な活動を行えなくなった。
その間、反乱派のベルリン防衛軍司令官ハーゼ中将の命で、警備大隊長レーマー少佐の部隊がベルリン市内の主要地点に配置され始めた。しかし国内予備軍司令部の反乱派からの適切な指示も無く、動員された人数も少なく、拠点の出入りを規制することしかできなかった。そのため放送局内部に人員を配置することもせず、宣伝省やゲシュタポ本部にいたっては全く手付かずだった。放送局の方は、反乱派の部隊が放送室を確保し、放送を中止するよう命令するも、放送室は連合国軍の空襲への備えから、地下室へ移設されており、反乱派は知らずのうちに確保に失敗していた。
午後6時、反乱派は全軍管区に対し、戒厳令布告と武装親衛隊、ゲシュタポの処理・粛清、閣僚・ナチス党幹部・警察幹部の逮捕と強制収容所の確保を指令した。
午後6時28分、ベルリン放送局が「総統の暗殺が企てられたが失敗した」旨を放送。このラジオ放送はヨーロッパ中に届いた。

### 敗北

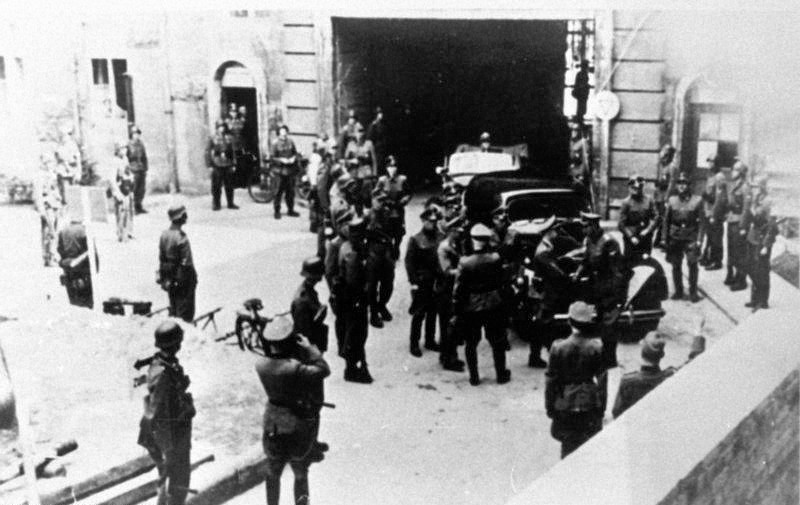
ベンドラーブロックに入る武装親衛隊。1944年7月

その少し前の午後6時30分頃、ベルリンにいたヨーゼフ・ゲッベルス宣伝相は、反乱派の命により出動したレーマー少佐を宣伝省に呼んだ。彼はレーマーをヒトラーと直接電話で会話させ、味方に引き入れた。ヒトラーはその場でレーマーを大佐に昇進させ、反乱鎮圧とヒムラーが到着するまでの間、現場責任者に任命した。レーマーは配下の将校をベルリン市内の要所に配備させ、市内へ向かう各部隊に事情を説明し、国内予備軍司令部から発令されたヴァルキューレ発動に伴う命令に従わないよう伝えて回った。
このように、反乱派は自ら軍部隊をベルリン市内の現場で直接指揮せず、自分らに対しシンパシーを持たない将校（レーマー少佐）が指揮する一個大隊の兵力に市内の制圧を委ねる、という致命的ミスを犯し、放送局やゲシュタポ本部、宣伝省など重要拠点の確保に失敗。更にはその将校がヒトラー側に抱き込まれ、自衛のための部隊すら喪失。逆にその部隊によって掃討されることになる。
午後7時45分頃、反乱派は放送局の放送内容を否定し、発令された命令の実行を改めて指令した。さらに西部方面軍司令官クルーゲ元帥にはベックが直々に連絡し、反乱への参加を呼びかけたが、しかし、クルーゲは応諾しなかった。彼は自ら総統大本営のシュティーフ少将に連絡してヒトラー生存を確認。それ以後反乱派と連絡を絶った。午後8時すぎ、パリ軍政長官カール＝ハインリヒ・フォン・シュテュルプナーゲル大将と、シュタウフェンベルクの従兄弟ツェーザー・フォン・ホーファッカー（de:Caesar von Hofacker）空軍中佐が、クルーゲの元を訪れて説得したが、彼はそれに応ぜず、逆に逃亡・潜伏を薦めている。
午後8時10分、反乱派の軍事的最高位ヴィッツレーベン元帥が国内予備軍司令部に到着するが、司令部の混乱ぶりと指揮する軍部隊が居ない事を知り、シュタウフェンベルクらの不手際を批判する。一方、総統大本営から各軍管区にカイテル元帥から、総統生存とヴィッツレーベン、ヘプナーからの命令には従わないよう指令が伝わる。各軍管区司令部はベルリン放送やカイテルの指令が真実であると認識し、ヴァルキューレ発動を中止。反乱派とは縁を切り保身に走った。一方ウィーンでは、ヴァルキューレ作戦発動のテレタイプを受け取った時は、勤務時間が終わっており、2人の当直の将校が、SSの逮捕に成功するも、コニャックを飲んだり、タバコを吸ったり、拳銃の所持も許されているという有様だった。
午後8時50分頃、ヴィッツレーベンはクーデターの失敗を悟り、国内予備軍司令部を出てベルリン郊外の友人の別荘へ行った。午後9時30分頃、ベルリン防衛軍司令官ハーゼ中将が降伏したという知らせが入り、シュタウフェンベルクもさすがに疲労と落胆を隠せなくなった。

### 終息

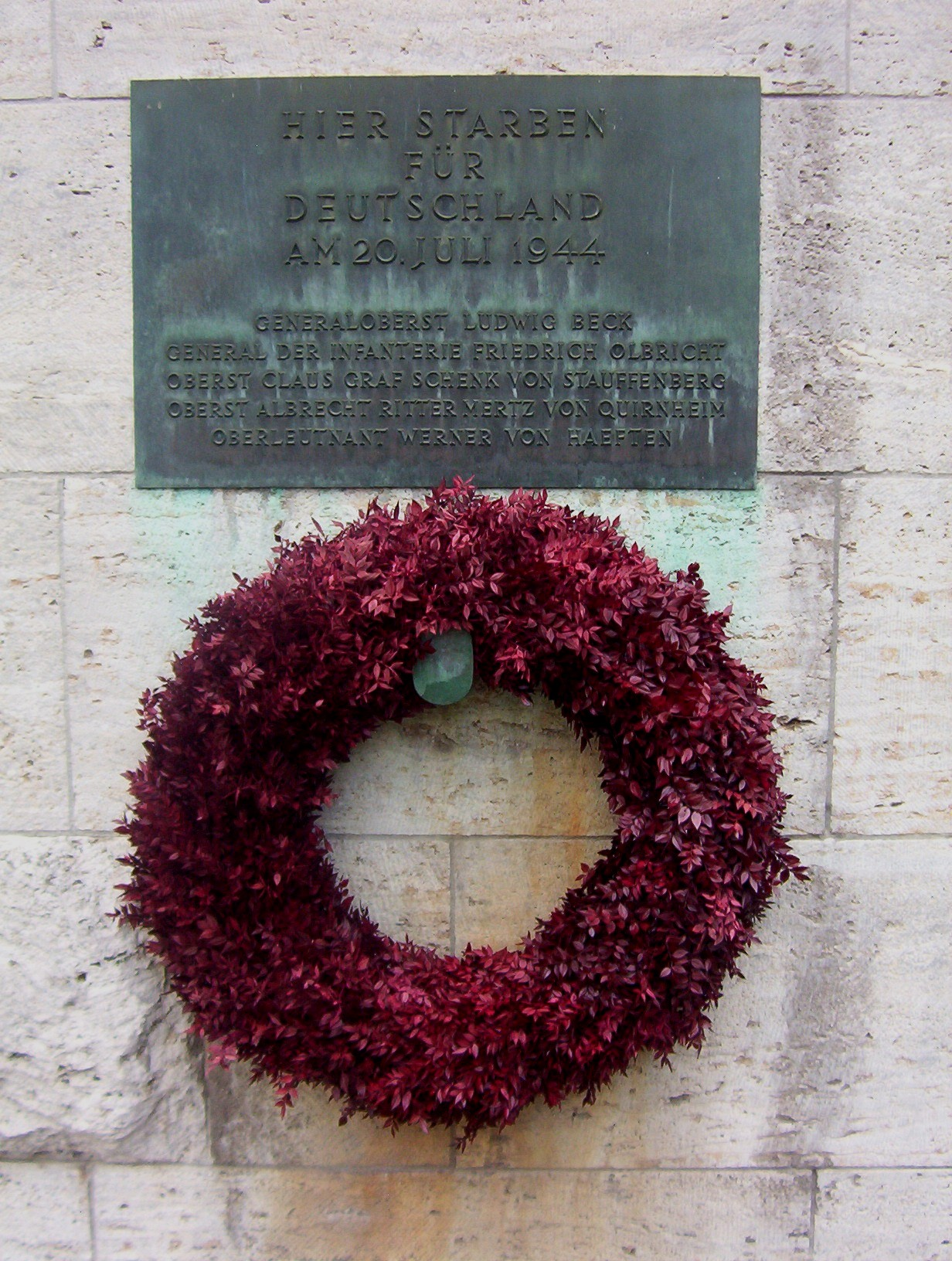
シュタウフェンベルクら銃殺された人物の名を刻んだプレート

午後10時過ぎになると、国内予備軍司令部の反乱派は完全に孤立。その頃から、同司令部にいたフランツ・ヘルバー中佐、ハイデ中佐ら、ヒトラー支持の将校十数人がこっそり武器を集め、オルブリヒト大将に公然と挑戦し始める。午後11過ぎには、反乱派たちと銃撃戦のすえに彼らを検挙し、フロムを解放させた。
一方、ヨードルは、当日ウィーンへ移動する予定のオットー・スコルツェニー親衛隊少佐を急遽ベルリンに呼び戻し、親衛隊の部隊を編成して国内予備軍司令部に向かわせた。
午後11時頃、フロムはその場で軍法会議を開いた。ベックは直ちに自決の許可を求め、フロムはそれを認めた。続いてフロムはオルブリヒト、クイルンハイム、シュタウフェンベルク及びヘフテンらに即時死刑を宣告した。フロムは親交の有ったヘプナーにも自決を勧めたがヘプナーは拒否し、裁判闘争を望んだために逮捕された。ベックは2度自決に失敗し、最後はフロムの命令で一兵士がベックに止めの銃弾を撃ち込んだ。
日付が替わった7月21日午前0時15分過ぎ、国内予備軍司令部の中庭でシュタウフェンベルクら4人は相次いで銃殺された。フロムは他の反乱参加者も処刑しようとしたが、スコルツェニー少佐の部隊が国内予備軍司令部に到着。処刑を中止させた。
21日午前0時過ぎ、ヒトラー総統の演説がラジオで放送された。ヒトラーが自ら爆破事件の経緯を説明したことで、彼の生存は明らかとなり、事件は完全に終息した。

### 失敗の原因
暗殺に失敗した原因は複数あるが、その中で比較的有名なのは総統大本営での爆発についてであり、その詳細は以下の通りである。
1. 会議室が、コンクリートの掩蔽壕ならば、爆風が逃げずにヒトラーを死に至らしめた可能性[59]
2. 会議の開始が直前になって30分早まったため、用意していた2個の爆弾のうち1個しか時限装置を作動できなかった[59]。
3. シュタウフェンベルクは爆弾が入った鞄を、会議用テーブル下のヒトラーに近い位置に置いたが、総統副官のブラント大佐はその鞄を邪魔に感じ、それを木製脚部の外側へ移動させた。その偶然の動作により、テーブル脚部がヒトラーに直撃する爆風への盾となり、ヒトラーに当たる爆風の威力が軽減された[59]。

以上、3つの原因から、2つ目の原因が大きいのではないかと推察されている。時限装置を1つしかセットしていなくても、残る1つを鞄に入れていれば、恐らくヒトラーは死んでいたに違いないとされる。

## 粛清
7月21日、東部戦線のトレスコウ少将は、ソ連軍との最前線付近で手榴弾を爆発させ自決。西部戦線のシュテュルプナーゲル大将も自決を図ったが失敗し、病院に収容されて治療後逮捕された。21日を境に、陰謀に加担したとみられる者が逮捕され、ゲシュタポの厳しい訊問と拷問を受けた。逮捕者数は容疑者と親類縁者、逃走幇助者など連座拘束を含めて600-800人とされる（また、この機会に乗じ、日頃から反ナチスの言動で知られた人々も逮捕され、その数は約7,000人とされる）。軍関係の容疑者たちは国防軍最高司令部に設けられ、ゲルト・フォン・ルントシュテット元帥が議長を務めた形式的な名誉法廷で軍籍を剥奪された後、ヒトラーが「我々のヴィシンスキー」と呼んだ民族裁判所長官ローラント・フライスラーによる形式的な見せしめ裁判にかけられた。

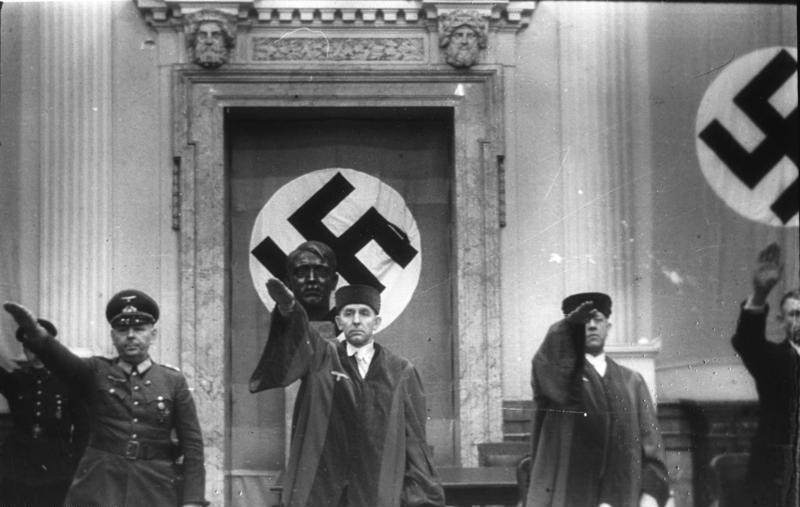
ヒトラー暗殺未遂事件の裁判を宣言する人民法廷
中央の法服姿の人物が裁判長のローラント・フライスラー。向かって左の軍服の人物は裁判官に選出されたヘルマン・ライネッケ中将（国防軍最高司令部国家社会主義指導部長）、右側の人物は首席検事のエルンスト・ラウツ。(:de:Ernst Lautz)

8月7日から始まった裁判では、まずヴィッツレーヴェン、ヘプナー、ハーゼ、シュティーフら8人が起訴され、翌8日、死刑判決が下るとその数時間後には、ベルリン北西部プレッツェンゼー刑務所（Gedenkstätte Plötzensee）の処刑場で、ピアノ線で吊るされ、時間をかけて絞殺する残虐な方法で絞首刑にされた。その処刑の模様は映像に記録され、ヒトラーの鑑賞に供された。処刑の映像や写真をヒトラーが鑑賞したかについては、証言が分かれており、アルベルト・シュペーアはヒトラーは処刑映像を何度も見たと証言したが、別の者はヒトラーは関心がなく、ヘルマン・フェーゲラインは処刑時の写真を総統大本営内で見せて回ったとされる。
その後、ヘルドルフ、シュテュルプナーゲル、フェルギーベル、ホーファッカー、ゲルデラー、ネーベ、カナリス、オスター、ボンヘッファーら約200人が次々に処刑された。フライスラーの裁判は苛烈を極めた。例えば死刑となったルートヴィヒ・フォン・レオンロート少佐は、事件の決行前にヘルマン・ヴェールレ神父にキリスト教における懺悔をしていた。ゲシュタポの拷問によりレオンロートが懺悔のことを自白したため、ヴェールレは証人として人民法廷に立たされたが、フライスラーは事前に暗殺計画を知りながら通報を怠ったという理由でヴェールレを共犯と見なし、ヴェールレにも死刑判決を下した。
1945年2月3日、裁判長フライスラーはフォン・シュラーブレンドルフの裁判中、アメリカ軍の空襲で死亡したが、その後も裁判と処刑は継続され、ドイツの敗戦直前まで続いた。
一方、フロム上級大将はシュタウフェンベルクらを勝手に処刑した事が口封じだと見なされて逮捕され、事件当日の態度が優柔不断で陰謀に断固抵抗せず、臆病であるとして1945年3月12日に銃殺された。
処刑映像は見せしめと警告の目的で陸軍士官学校で上映されたが、士官候補生たちから強い批判を受けて、ヒトラーは敗戦までに全面破棄を厳命したため、現在も発見されていない。なお、人民裁判所での裁判の映像は現存しており、動画サイトでも閲覧可能である。

### 粛清の影響を受けた主要な人物
- エルヴィン・ロンメル元帥 - 戦傷で療養中だったが陰謀への関与を疑われ、1944年10月14日、自殺を強要され服毒死した。
- エーリッヒ・フォン・マンシュタイン元帥 - 副官がトレスコウ少将の従兄弟であった関係で、陰謀の存在を知っていたが難を逃れた。
- ギュンター・フォン・クルーゲ元帥 - トレスコウ少将の上司であり、反ヒトラーの陰謀がある事は知っていたが、決定的には疑われなかった。しかし1944年8月、西部戦線の司令官を解任され、帰国途中の18日に服毒自殺している。
- ヒャルマル・シャハト元経済大臣 - 関与を疑われ、ダッハウ強制収容所に収容されたが、敗戦直前に解放される。
- エルンスト・ユンガー大尉 - ロンメル元帥やフォン・シテュルプナーゲル将軍をはじめ西部方面のドイツ将官に影響力を及ぼしていた『平和』の著者。ヒトラー暗殺計画との関連を追及されて軍を解雇されている。ゲシュタポの逮捕リストに入っていたが、ヒトラー本人がリストから外させたとも言われる。
- ヴィルヘルム・カナリス海軍大将 - ナチス党政権下におけるドイツ国の軍事諜報機関のトップとしてアドルフ・ヒトラーを補佐する一方で、ヒトラー暗殺計画を含めた反ナチス運動に関与していたことが発覚し1945年4月9日にディートリヒ・ボンヘッファーやハンス・オスターとともにフロッセンビュルク強制収容所で絞首刑に処された。
- ルドルフ・ディールス元ゲシュタポ局長 - 関与を疑われ、ゲシュタポに逮捕、投獄されるが、義兄弟の間柄であったゲーリングによって庇護されている。
- ヴァルター・ドルンベルガー国防軍少将 - 後ろ盾であったフロム上級大将が粛清されたことにより、V2に関わる作戦指揮について親衛隊の介入を受けることになる。終戦直前にはフォン・ブラウンらとともに逃亡し、アメリカ軍に投降した。

## 影響
ヒトラーは、爆発の影響で極度の人間不信に陥ったと言われており、実際、関係者の摘発や粛清が徹底的に進められたことで、「総統に反逆を行うものは自身のみならず一族郎党含めて極刑に処する」という強い警告が浸透するようになり、これ以降ヒトラーに対する暗殺計画が実行されることはなくなった。
俗説として、ヒトラーはパーキンソン病を患っており、この事件の影響でそれを悪化させたと言われるが、実際には発病していなかったことが証明されている。
また、この事件を契機に国防軍内でもナチス式敬礼を行うことになった。その他、それまでは政治的影響を免れていた海軍にも政治将校が配属され、それは前線のUボート部隊にも波及した。さらに、「7月20日の裏切り者」のレッテルを貼られることを怖れた将軍たちはヒトラーに意見することを止め、ドイツ軍の作戦行動は硬直化することとなったが、反面で軍部内の防諜が強化され、連合軍の情報収集活動も困難化した。
暗殺未遂事件に関与した者に対する粛清は、ドイツ降伏直前の1945年4月下旬まで続けられた。
戦後のニュルンベルク裁判において、もしも、ヒトラー暗殺が成功していた場合、反乱派が政権を握れたか?という質問に対して、ゲーリングとフリードリヒ・ホスバッハは不可能だっただろうという見解を述べている。1944年7月20日時点では、まだヒトラーの支持は高く、逆に反乱派の方は支持基盤はなかった。現に、ヒトラー暗殺未遂発表後、ヒトラーの無事を祝ってNSVには多額の寄付が寄せられたり、その当時の一般市民や兵士の日記や手紙の多数には、ヒトラーの無事を喜ぶ記述があったり、大多数の国民は反乱派への怒りと驚愕を感じていた。

## 戦後の反乱派の扱いと顕彰

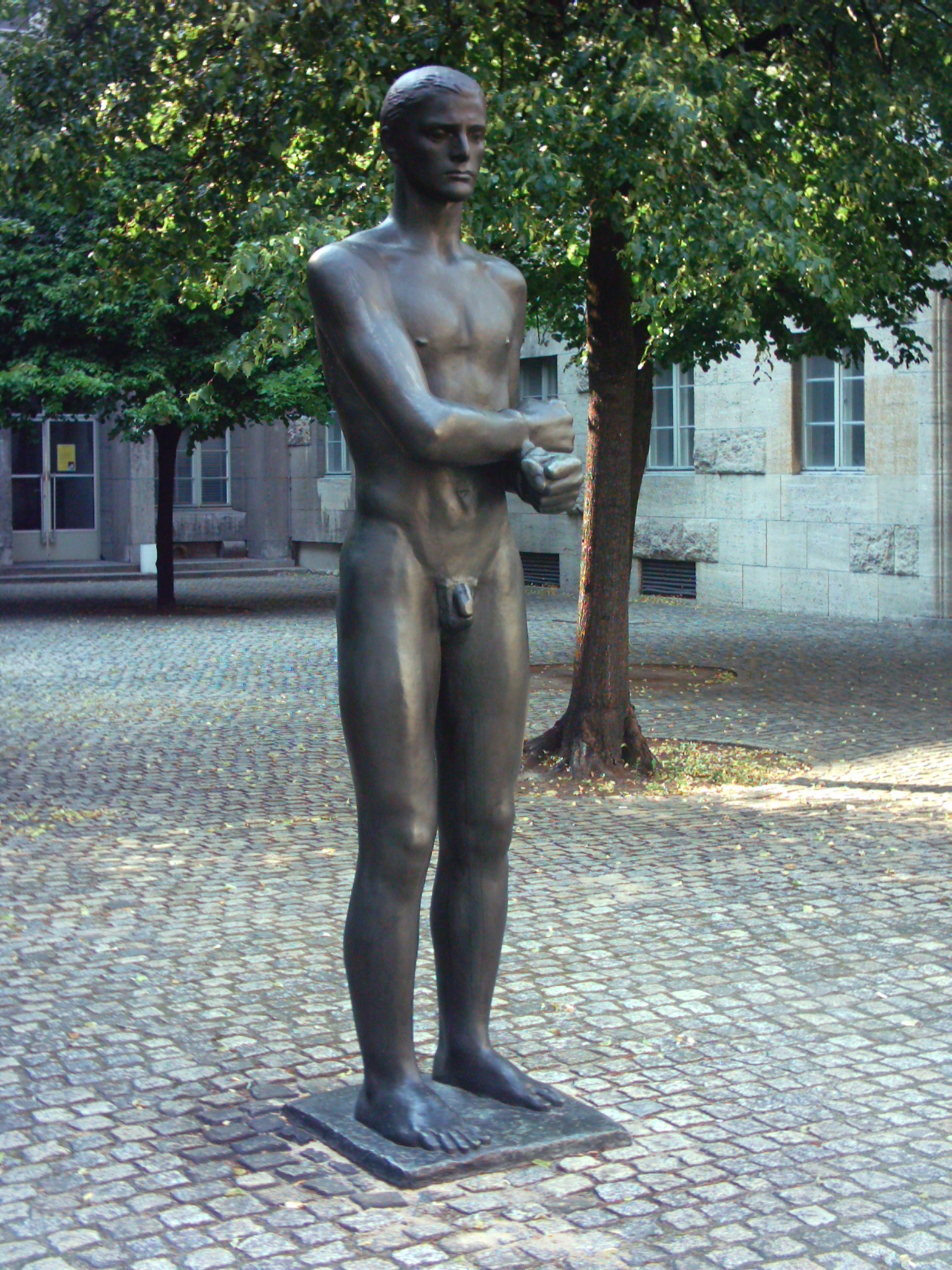
ベンドラーブロックに立つブロンズ像

第二次世界大戦が終結後、反乱派として処刑された者たちの遺族は、公務員による重大犯罪であるとして年金は一切支払われず生活は困窮したが、ようやく、1952年頃に戦没者として年金が支払われるようになった。ただ、西ドイツにおいては、反乱活動に参加した者たちの遺族は裏切り扱いを受け、1957年時点でも、裏切り者の子供として職場などで嫌味を言われることもあった。しかし、戦後しばらくが経ち、反ナチス運動の実行者として賞賛されることになった。現在ベルリンの国防省跡に、ベック、シュタウフェンベルク、ヘフテン、オルブリヒト、クイルンハイムら五人の名を刻んだ記念碑が建っている。
また予備軍司令部があったベンドラー街は、シュタウフェンベルク街と改称され、ナチス抵抗運動の記念館が建っている。彼らが処刑された中庭の跡には、象徴としてブロンズ像が置かれている。

## 映画
- 反ナチのカナリス海軍大将を描いたもの
  - 「誰が祖国を売ったか!」（DVD邦題：誰が祖国を売ったか?、原題：Canaris）、アルフレート・ヴァイデマン監督、1955年
- 1944年7月20日のヒトラー暗殺未遂事件を描いたもの
  - 「ヒトラー暗殺」（原題：Es geschah am 20.Juli）、ゲオルク・ヴィルヘルム・パープスト監督、1955年
  - 「暗殺計画7・20」（DVD邦題：総統爆破計画、原題：Der 20.Juli）、ファルク・ハルナック監督、1955年
  - 「殺しのプロット/独裁者を消せ!」（原題：The Plot to Kill Hitler）、1990年、TVムービー
  - 「オペレーション・ワルキューレ」（原題：Stauffenberg）、ヨ・バイアー監督、2004年
  - 「ワルキューレ」ブライアン・シンガー監督、2008年